# Mirella Freni
Mirella Freni, född 27 februari 1935 i Modena, död 9 februari 2020 i Modena, var en italiensk sångerska (sopran). Hon debuterade 1955 som Micaela i Carmen och hon fick ett internationellt genombrott i rollen som Adina i Kärleksdrycken vid ett uppförande på Glyndebourne Festival Opera. 
År 1965 framträdde hon för första gången på Metropolitan i New York i rollen som Mimì i La Bohéme. Från och med början av 1970-talet kom hon att sjunga all tyngre roller
En kuriositet är att hon hade samma amma som Luciano Pavarotti, vilket kan förklaras med att deras mödrar båda arbetade på tobaksfabriken i Modena.